# Marion, Indiana
Marion är en stad i Grant County i delstaten Indiana, USA. Marion är administrativ huvudort (county seat) i Grant County. Wesleyanska kyrkan har ett av sina största säten i staden.
Skådespelaren James Dean föddes i Marion 1931.